# Dvojne počitnice (film)
Dvojne počitnice je slovenska mladinska komedija iz leta 2001 v režiji in po scenariju Tuga Štiglica, posneta po kratki pripovedi Dvojne počitnice Braneta Dolinarja. Dvojčka Braco in Božo naredita načrt, da bi preživela počitnice na dveh lokacijah.

## Igralci
- Štefka Drolc kot stara mama
- Roman Končar kot Maks
- Rastko Krošl kot policist
- Jernej Kuntner kot Bruno
- Franc Markovčič kot sprevodnik
- Marko Okorn kot Sime
- Lučka Počkaj kot mama
- Radko Polič kot inšpektor
- Dani Poslek kot Braco Markič
- Dušan Poslek kot Božo Markič
- Katja Šivec kot Metka
- Janez Škof kot dedek
- Dare Valič kot Vane
- Judita Zidar kot Stana